# Kilaneh
Kilaneh (persisch کیلانه) ist ein Dorf südwestlich von Sanandaj in der iranischen Kordestān. Dieses große Dorf ist wegen seiner schönen Natur einer der Orte, an die die Bewohner von Sanadaj vor allem im Frühling picknicken gehen. Während des Iran-Irak-Krieges wurde Kilaneh mehrmals durch die irakische Luftwaffe bombardiert, es gab viele Tote und Verwundete.